# Heinrich Wandt

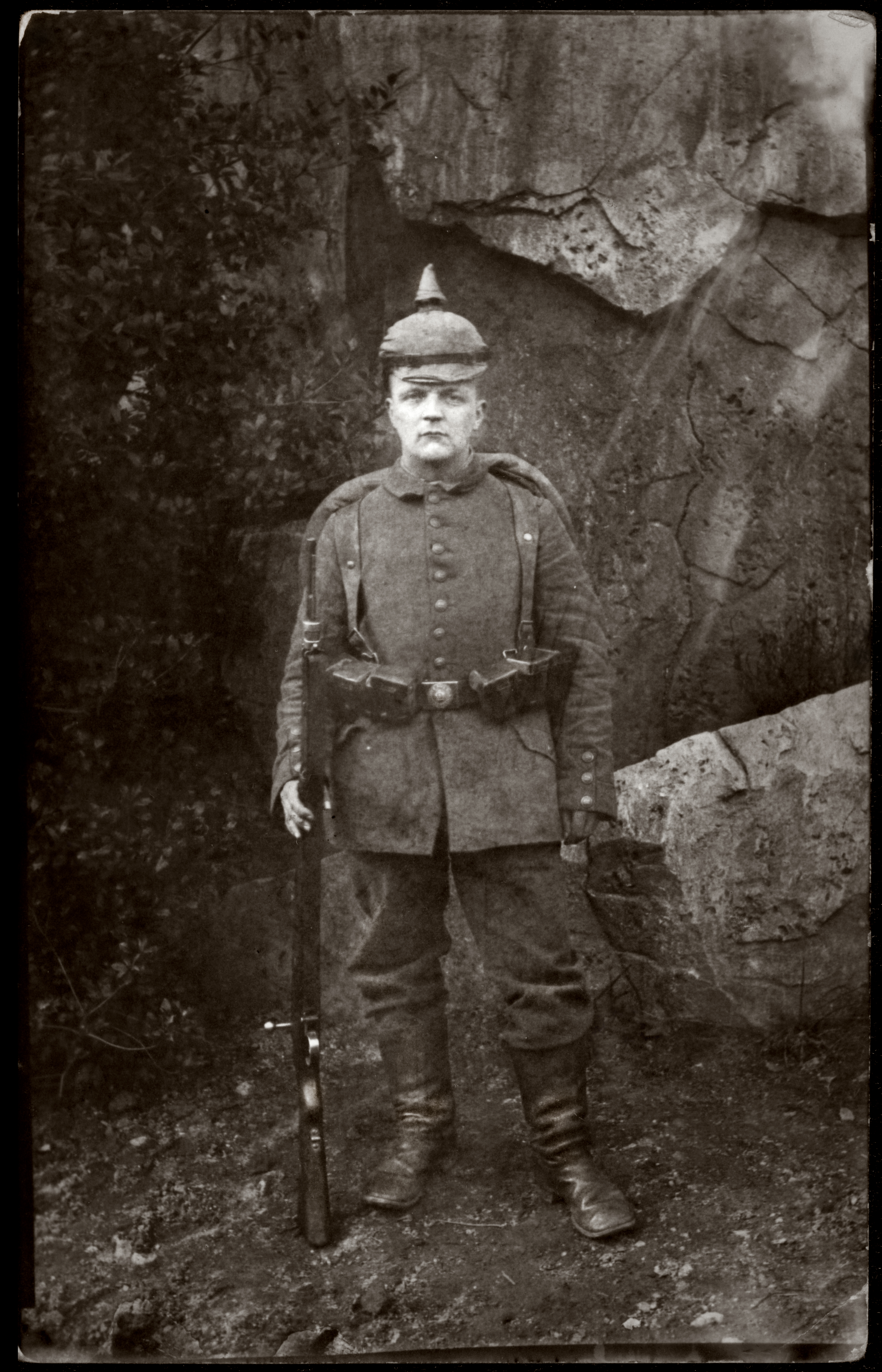
Heinrich Wandt in Etappe Gent, 1916.

Heinrich Wandt (* 13. Mai 1890 in Stuttgart; † 22. März 1965 in Berlin-Schöneberg) war deutscher Autor und Publizist.

## Leben
Wandt brach ein Architekturstudium ab und wurde mit 19 Jahren Privatsekretär von Clara Zetkin, mit deren Söhnen ihn von Kindheit an ein freundschaftliches Verhältnis verband. Zugleich schrieb er für verschiedene sozialdemokratische Zeitungen.
1912/13 leistete er Militärdienst und arbeitete danach als Journalist in Paris. Auf deutscher Seite nahm er ab 1914 in Frankreich und vor Ypern am Ersten Weltkrieg teil. Durch eine Verwundung nicht mehr frontverwendungsfähig, wurde er 1915 zum Stab der Etappen-Inspektion der 4. Armee in das belgische Gent abkommandiert. Nach dem Krieg arbeitete er als Redakteur.
Über Vergehen in der Etappe während des Krieges führte er ein Tagebuch, das die linke Berliner Freie Presse ab Januar 1920 in Auszügen wöchentlich publizierte. Die volle Namensnennung der beteiligten Offiziere veranlasste das Reichswehrministerium im Juli 1920 zu Untersuchungen.

### Beleidigungsprozesse
Wandt wurde am 21. Dezember 1920 in einem Prozess wegen einer Namensverwechslung von der Strafkammer Berlin-Moabit zu 6 Monaten Gefängnis verurteilt. In einem weiteren Prozess erging am 6. September 1921 ein Haftbefehl gegen ihn. Von Oktober 1921 bis Ende Januar 1922 war er Untersuchungshäftling in Potsdam. Er beugte sich einem Vergleich, in dessen Folge die Haftstrafe auf Bewährung ausgesetzt wurde.
Zur gleichen Zeit erschienen seine gesammelten Aufzeichnungen als Etappe Gent. Das Buch erregte in Belgien und Holland starkes öffentliches Interesse. In Deutschland wurde es bis zur Neuauflage 1926 etwa 200.000 mal verkauft.
Wandt wurde daraufhin persönlich bedroht, beraubt und mit weiteren Beleidigungsklagen überzogen. Aus der Abwicklungsstelle des Gardekorps in Spandau erhielt er Akten zu seiner Verteidigung zugespielt. Dieser Umstand wurde ihm als 'Anstiftung zum schweren Diebstahl und versuchten Verrats militärischer Geheimnisse' angelastet. Im März 1922 erneut verhaftet, entzog er sich durch Flucht nach Holland und später Belgien.
Im Sommer 1922 sah sich die Deutsche Reichsregierung gezwungen, dem in Etappe Gent geschilderten Mord zweier deutscher Offiziere (Rickolt Freiherr von Gagern und Prinz Udo zu Stolberg-Wernigerode-Uslar) an dem belgischen Baron d'Udekem d'Acoz mit einer verharmlosenden amtlichen Darstellung entgegenzutreten.

### Hochverratsprozess
Am 26. Januar 1923 wurde Wandt aus dem besetzten Düsseldorf, in dem politische Strafsachen des unbesetzten Deutschland nicht zu vollstrecken waren, gewaltsam nach Potsdam verschleppt. Ihm wurde vorgeworfen, das Vernehmungsprotokoll eines flämischen Kriegsgefangenen (Adiel Debeukelaere), erstellt durch deutsche Nachrichtenoffiziere im Jahr 1918, einem Belgier (Armand Wallus 'Flamenpolitik') zur Publikation übergeben zu haben. Die Information sollte aus dem Bestand der Abwicklungsstelle des Gardekorps in Spandau oder dem Reichsarchiv Potsdam stammen.
Das Verfahren, damals 'deutscher Dreyfus-Prozess' genannt, fand am 13. Dezember 1923 vor dem Reichsgericht Leipzig statt. Die Verhandlung war geheim, den Anwesenden wurde Schweigepflicht auferlegt. Die Anklage erklärte, dass sie den Nachweis diplomatischen Landesverrats gegen Wandt nicht erbringen konnte. Das Gericht verwarf die Einwände und Beweisanträge des Angeklagten. Drei deutsche Nachrichtenoffiziere, die bereits zum gleichen Tatbestand durch ein belgisches Kriegsgericht befragt worden waren, entzogen sich der Zeugenladung des Reichsgerichts durch Flucht ins Ausland. Wandt wurde zu sechs Jahren Zuchthaus und zehn Jahren Ehrverlust verurteilt.
Wandt war überzeugt, dass die Drohung ehemaliger Militärs während der ersten Prozesse 'ihn bald zur Strecke zu bringen' mittels Major Wilhelm Staehle, einem ehemaligen Nachrichtenoffizier, der im Reichswehrministerium angestellt war und der beim Prozess zugleich als Sachverständiger und Zeuge auftrat, umgesetzt worden war.
Wandt wurde in Küstrin inhaftiert und 1926 auf Druck der belgischen Öffentlichkeit vorzeitig entlassen. Die Prozesse dokumentierte er 1927 in Der Gefangene von Potsdam.

### Leben nach der Entlassung
1936 befand er sich in Basel, wie aus einer handschriftlichen Buchwidmung hervorgeht. 1945 beteiligte er sich an der ersten Liste der auszusondernden Literatur, eines Auftrags, die Bibliotheken in der SBZ inklusive Berlin vom nazistischen Ungeist zu befreien. Als bei den nächsten Listen (insgesamt wurden es vier mit bis zu 400 Seiten) auch die Werke von Trotzkisten und Anarchisten, aber auch Erotisches, Esoterisches und Bücher aus der nichtkommunistischen Friedensbewegung ausgesondert werden sollten, zog er sich aus diesem Projekt zurück.
Im Jahr 1982 wurde seine Witwe Alice Wandt von einem Drogensüchtigen beraubt und ermordet. Der Nachlassverwalter fand keinen Erben und ließ schließlich die Wohnung und vor allem ihren Keller besenrein räumen, in dem sich das über die Nazi-Zeit gerettete Archiv von Heinrich Wandt hochgestapelt in Kisten befand. Auf diese Weise gelangten seine Handbibliothek, seltene Dokumente des Ersten Weltkriegs, Korrespondenzen mit Erich Mühsam, Rudolf Rocker, Magnus Hirschfeld, Ernst Toller und vielen anderen Freigeistern und Kriegsgegnern auf den West-Berliner Flohmarkt und wurden in alle Welt verstreut.

## Film
1959 entstand im Rahmen der DDR-Fernsehserie Fernsehpitaval der Fernsehfilm Weimarer Pitaval: Der Fall Wandt, der sich mit dem Leben von Wandt beschäftigte.

## Werke
- Etappe Gent. Streiflichter zum Zusammenbruch. Berlin, Buchverlag der „Freien Presse“, 1921 (erschien auch in holländischer und französischer Sprache)
- Erotik und Spionage in der Etappe Gent". 1928 , (= Etappe Gent, Band 2), Wien-Berlin, Agis-Verlag, 1928. (Diese bis 1933 immer wieder nachgedruckten Bücher gibt es mit verschiedenen Schutzumschlägen, wobei eine Variante von John Heartfield, einen Offizier sekttrinkend mit einer Prostituierten auf dem Schoß zeigend, sofort beschlagnahmt wurde.
- Der Gefangene von Potsdam, 2 Bände, Agis-Verlag, Wien und Berlin 1927.
- Sittengeschichte des Weltkrieges herausgegeben von Sanitätsrat Dr. Magnus Hirschfeld. Leiter des Institutes für Sexualwissenschaft in Berlin. Mit Beiträgen von Prof. Dr. Friedrich S. Krauss, Dr. Herbert Lewandowski, Heinrich Wandt u. a. Verlag für Sexualwissenschaft, Schneider und Co., Wien, Leipzig 1930, 416 Seiten.
- Besinnung und Aufbruch. Beiträge in der Mitgliederzeitschrift der Büchergilde der FAUD (AS), Berlin 1929–1933.
- Erotik und Spionage in der Etappe Gent, (Hg. Jörn Schütrumpf), Berlin, Karl Dietz Verlag 2014, ISBN 978-3-320-02303-4 (Auswahl von Texten aus den Büchern Etappe Gent und Erotik und Spionage in der Etappe Gent sowie von zeitgenössischen Dokumenten zum "Fall Wandt").